# Sandra
Sandra Lauer (født 18. maj 1962 i Saarbrücken), bedre kendt som Sandra, er en tysk popsangerinde. Hun er nu bosat på Ibiza. 

## Diskografi
- The long play (1985)
- Mirrors (1986)
- Ten on one (1987)
- Into a secret land (1988)
- Paintings in yellow (1990)
- 18 greatest hits (1992)
- Close to seven (1992)
- Fading shades (1995)
- My favourites (1999)
- Extended remix (2002)
- The wheel of time (2002)
- The art of love (2007)
- Back to life (2009)
- Stay in touch (2012)